# Kamailio
Kamailio, ранее известный как OpenSER (и имеющий некоторую общую историю с SIP Express Router (SER), представляет собой SIP-сервер, распространяемый под лицензией GPL-2.0 или более поздней версии. Его можно настроить для работы в качестве SIP-регистратора, SIP-прокси-сервера или сервера перенаправления, а также функции поддержки присутствия, аутентификации, авторизации и учёта на базе RADIUS/syslog, удаленного управления на основе XML-RPC и JSON-RPC, поддержки работу с базами данных SQL и NoSQL, расширений IMS/VoLTE и другие.

## Характеристики

История развития SER/OpenSER/Kamailio/OpenSIPS

Kamailio написан на чистом С с оптимизацией для конкретной архитектуры; его можно настроить для многих сценариев, включая использование в небольших офисах, замену корпоративных АТС и услуги операторов связи — это сигнальный сервер SIP — прокси-сервер, предназначенный для использования в крупных службах связи в реальном времени. Особенности включают в себя:
- Система SIP-телефонии
- Балансировщик нагрузки SIP
- Межсетевой экран SIP
- Механизм маршрутизации с наименьшей стоимостью (LCR)
- Платформа IMS/VoLTE
- Службы обмена мгновенными сообщениями и присутствия
- Шлюз SIP IPv4-IPv6
- MSRP-реле
- SIP-WebRTC-шлюз

## Использование
Kamailio используется крупными интернет-провайдерами для предоставления услуг общественной телефонии. Крупнейшее общедоступное развертывание с несколькими миллионами пользователей находится в эксплуатации у немецкого интернет-провайдера 1&1. Еще одно крупное развертывание находится в эксплуатации у провайдера sipgate.